# ヒュンダイ・ガンマエンジン
γ（Gamma、ガンマ）エンジンは、現代-起亜自動車グループの開発・製造する直列4気筒エンジンのシリーズ名。
4代目のヒュンダイ・エラントラの新型エンジンとして2006年デビューした。エンジンブロックとシリンダーヘッドはアルミニウム製。
2012年にはアメリカのWard's AutoWorld magazine社の10 best engineに選定された。

## 諸性能

### G4FD
| シリンダー配置 | 直列4気筒DOHC16バルブCVVT        |
| 排気量         | 1,591 cc                         |
| ボア           | 77.0 mm                          |
| ストローク     | 85.4 mm                          |
| 圧縮比         | 11.0：1                          |
| 燃料噴射装置   | 直噴                             |
| 最高出力       | 103 kW（140 PS）/ 6,300 rpm      |
| 最高トルク     | 167 N·m（17.0 kgf·m）/ 4,850 rpm |

5代目と6代目のヒュンダイ・エラントラ（AD）に搭載されている。

### G4FJ

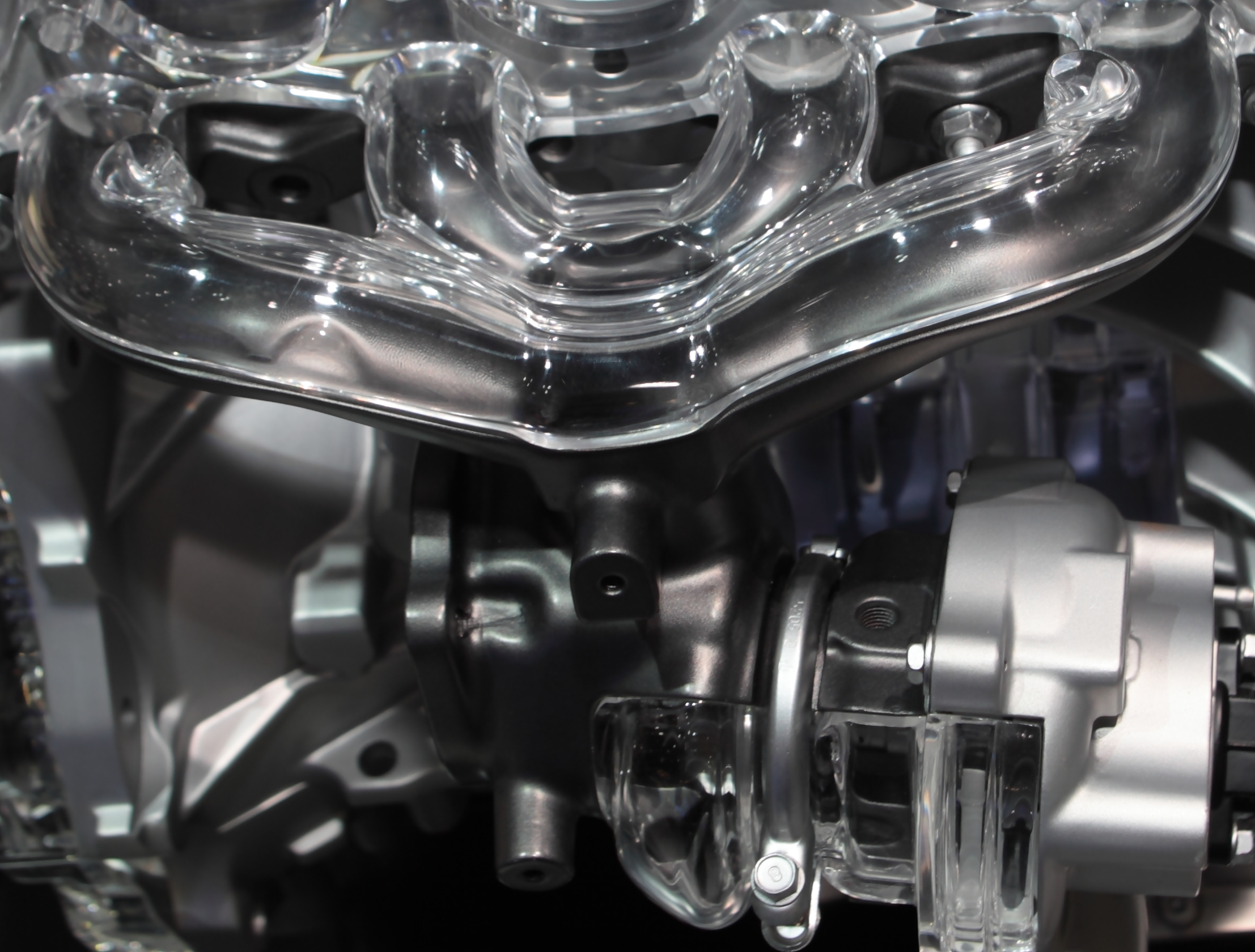
T-GDIバージョンのツインスクロールターボ

| シリンダー配置 | 直列4気筒DOHC16バルブCVVTターボ      |
| 排気量         | 1,591 cc                             |
| ボア           | 77.0 mm                              |
| ストローク     | 85.4 mm                              |
| 圧縮比         | 9.5：1                               |
| 燃料噴射装置   | 直噴                                 |
| 最高出力       | 150 kW（204 PS）/ 6,000 rpm          |
| 最高トルク     | 265 N·m（27.0 kgf·m）/ 1750-4500 rpm |